# Kobe
Kobe (Japans: 神戸市, Kōbe-shi) is de hoofdstad van de prefectuur Hyogo. Het is een belangrijke havenstad in de regio Kansai, Japan. Op 1 april 2018 had de stad 1.527.481 inwoners. De bevolkingsdichtheid bedroeg 2742 inw./km². De oppervlakte van de stad is 552,72 km². In de kosmopolitische stad wonen ongeveer 45.000 buitenlanders afkomstig uit meer dan 100 landen. Kobe maakt deel uit van de agglomeratie Osaka-Kobe-Kioto. De stad werd ernstig beschadigd tijdens de aardbeving van Kobe in 1995. Kobe is ook bekend door het exclusieve Kobe-vlees (Kobe beef).

## Geschiedenis
De geschiedenis van Kobe start in de 8e eeuw met het ontstaan van de haven. Kobe was in 1180, aan het eind van de Heian-periode, voor ongeveer vijf maanden de hoofdstad van Japan. Generaal Taira no Kiyomori stuurde zijn kleinzoon keizer Antoku naar Fukuhara. De exacte locatie is onbekend, maar is waarschijnlijk de plaats Hyogo-ku. Daarna vertrok de keizer naar Kioto.
Na het einde van de nationale isolatiepolitiek in 1868 was de haven een van de eerste havens die werden opengesteld voor handel met het westen. In 1886 werd de internationale handel hervat. In 1889 werd de moderne stad Kobe gesticht. Kobe had toen ongeveer 130.000 inwoners. De bevolking groeide tot 1 miljoen in 1939. In deze periode werden verschillende huizen gebouwd door buitenlanders in het district Kitano.
Tijdens de Tweede Wereldoorlog slonk het aantal inwoners tot 300.000. De stad werd op 17 maart 1945 zwaar gebombardeerd door meer dan 300 bommenwerpers. Meer dan 8000 mensen kwamen om het leven. Na de Tweede Wereldoorlog herstelde de economie zich en groeide de stad opnieuw. In 1956 werd Kobe een decretaal gedesigneerde stad. De stad had  wederom meer dan 1 miljoen inwoners. Anno 2012 is Kobe met meer dan 1,5 miljoen inwoners de op vijf na grootste stad van Japan.
Op 17 januari 1995 om veertien minuten voor vijf 's morgens, plaatselijke tijd, werden Kobe en het eiland Awaji getroffen door een aardbeving met een kracht van 7,2 op de schaal van Richter.
Als gevolg hiervan stierven 6.433 mensen (onder wie ca. 4600 inwoners van Kobe) en raakten er 43.000 gewond. 250.000 gebouwen raakten zwaar beschadigd, waardoor 300.000 mensen dakloos werden. Een van de grote gebouwen die de aardbeving doorstond, was het Portopia Hotel. De oorzaak hiervoor is te vinden in de harde steenlaag waarop het hotel gebouwd is.
De haven van Kobe was tot aan de Kobe-aardbeving de grootste haven van Japan. Nadien nam de haven van Yokohama deze plaats over. Na de heropbouw is het de op twee na grootste haven van Japan.

## Sport
Kobe was met Noevir Stadium Kobe speelstad bij het WK voetbal 2002. Dit stadion werd eveneens gebuikt voor het WK rugby 2019. Vissel Kobe is de voetbalclub die doorgaans in dit stadion speelt. Verder speelt damesvoetbalclub INAC Kobe Leonessa speelt zijn thuiswedstrijden in Kobe.

## Geografie
Kobe bevindt zich in het noorden van de Baai van Osaka. De stad ligt geprangd tussen de kust en de Rokko-berg (931 m). Dit maakt de stad lang en smal (ca. 40 km lang en 2,7 km breed). Kobe wordt in het oosten begrensd door de stad Ashiya, in het westen door Akashi. Om het landgebrek op te lossen bouwde Kobe enkele artificiële eilanden : Port Island (ポートアイランド), Rokko Island (六甲アイランド) en het eiland waarop de luchthaven van Kobe, Kobe Airport (神戸空港) zich bevindt.
Het oriëntatiepunt van het havengebied is de Kobe Port Tower, een in rood staal opgetrokken hyperboloïde structuur van 108 meter hoog.
In het centrum van Kobe liggen de districten Motomachi, Kokashita en Nankinmachi, het Chinatown van Kobe.

## Wijken

Wijken van Kobe

Kobe heeft negen wijken (ku):
- Nishi-ku
- Kita-ku
- Tarumi-ku
- Suma-ku
- Nagata-ku
- Hyōgo-ku
- Chūō-ku
- Nada-ku
- Higashinada-ku

## Transport

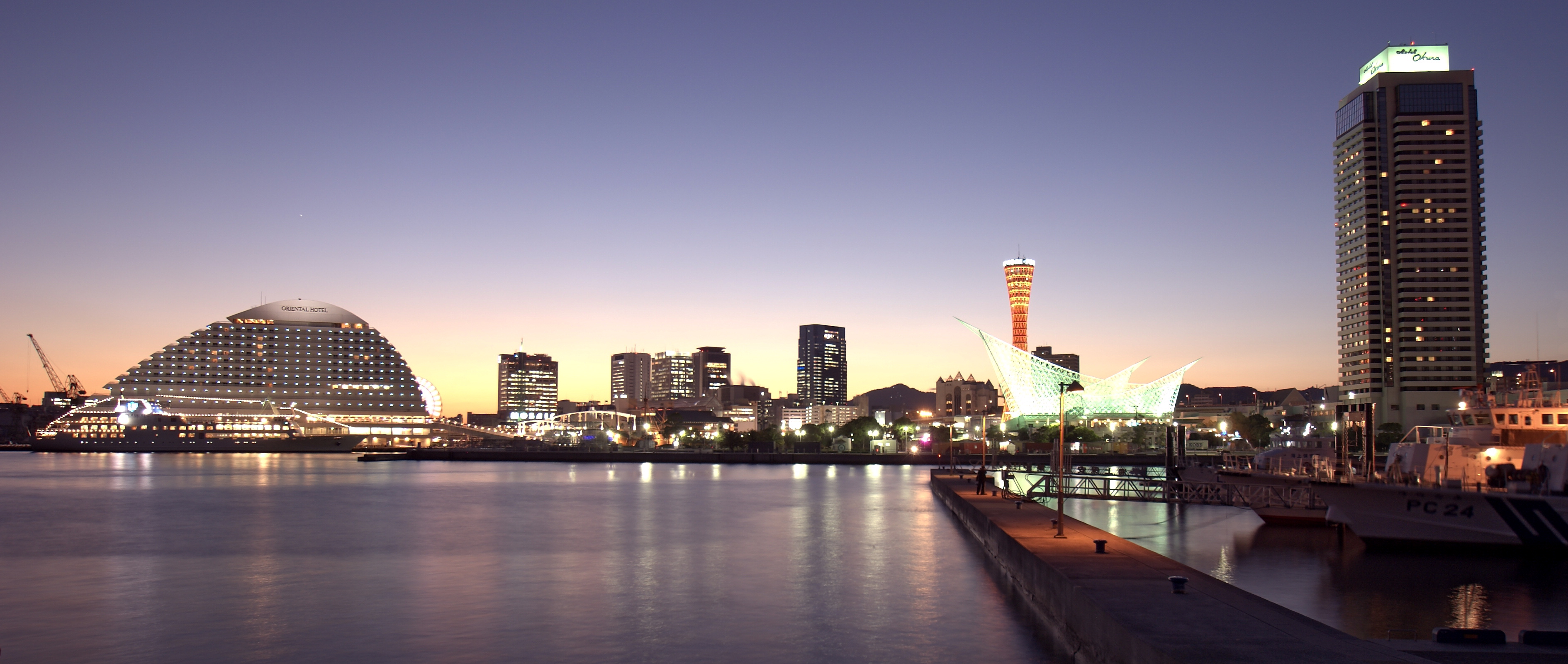
Haven van Kobe

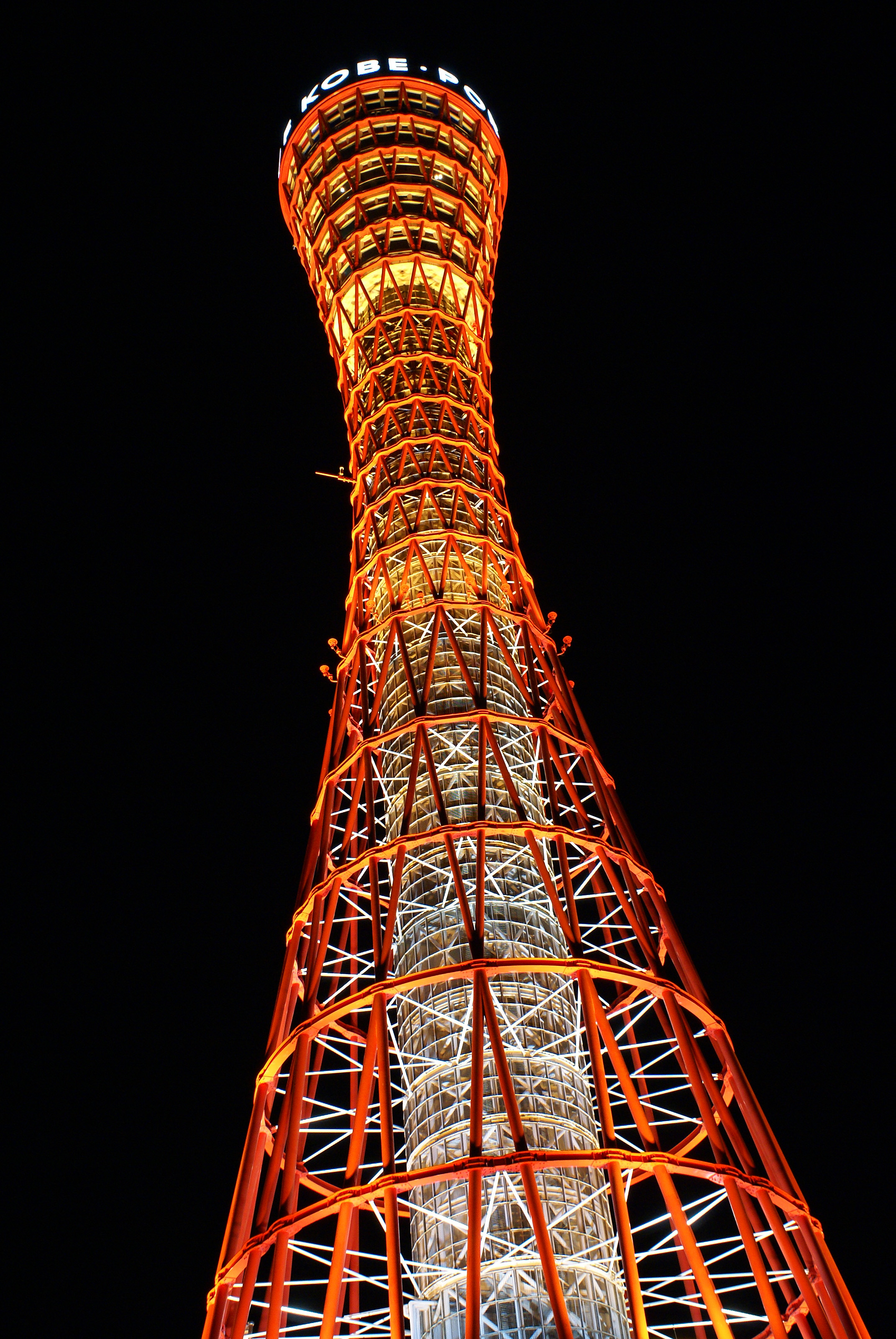
Kobe Port Tower (hyperboloïde structuur)

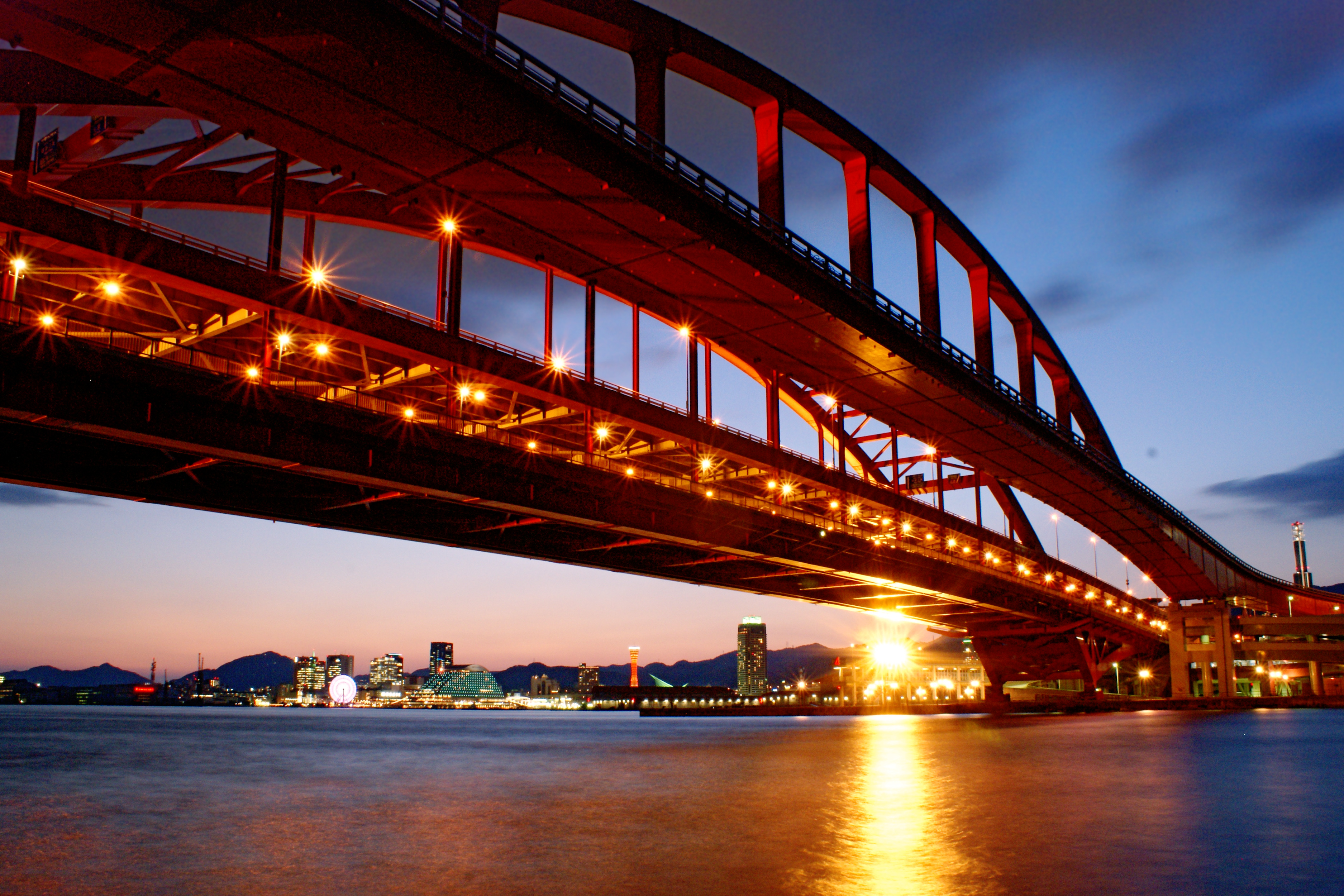
Kobe-Ohashi

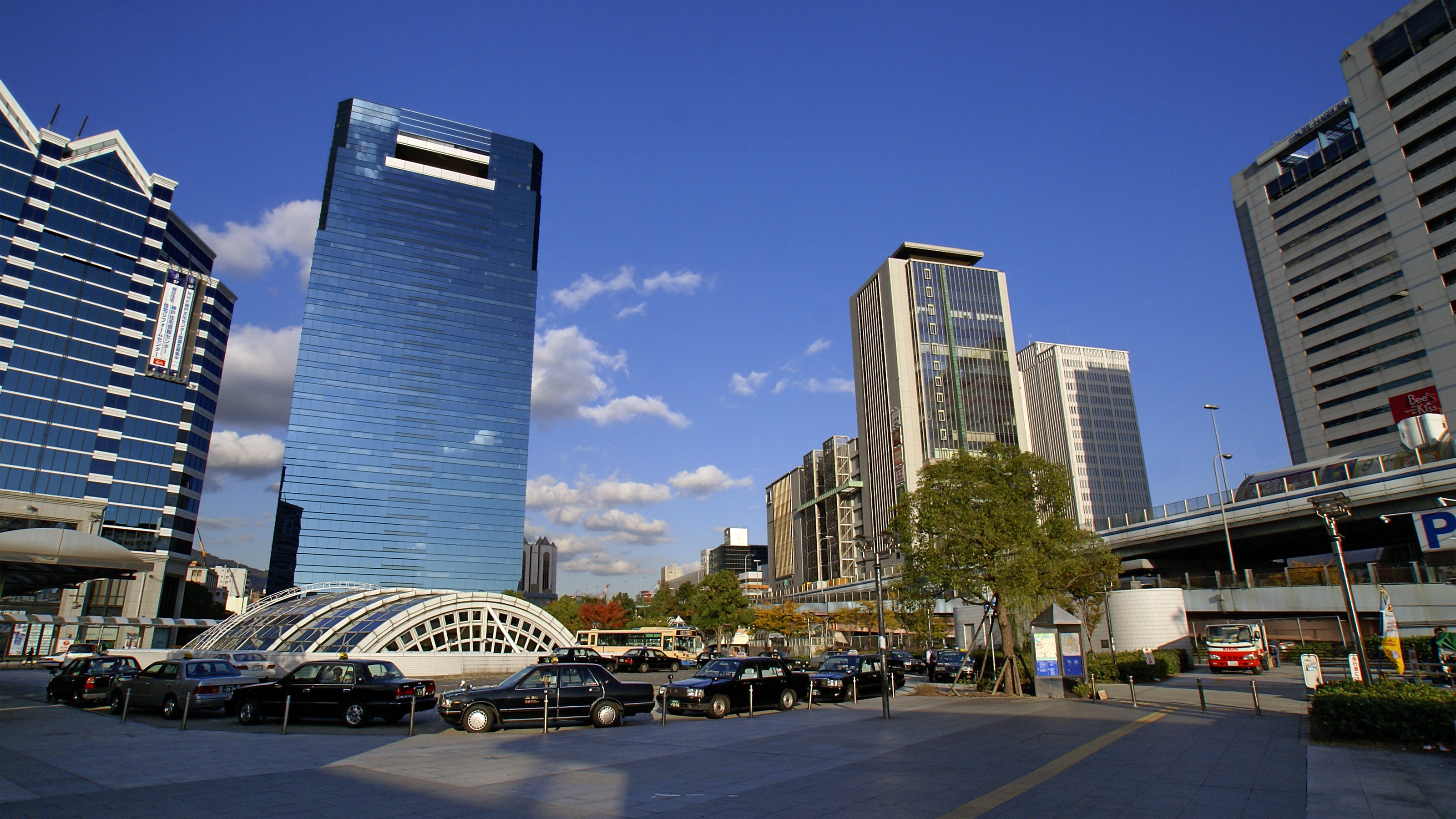
Harborland

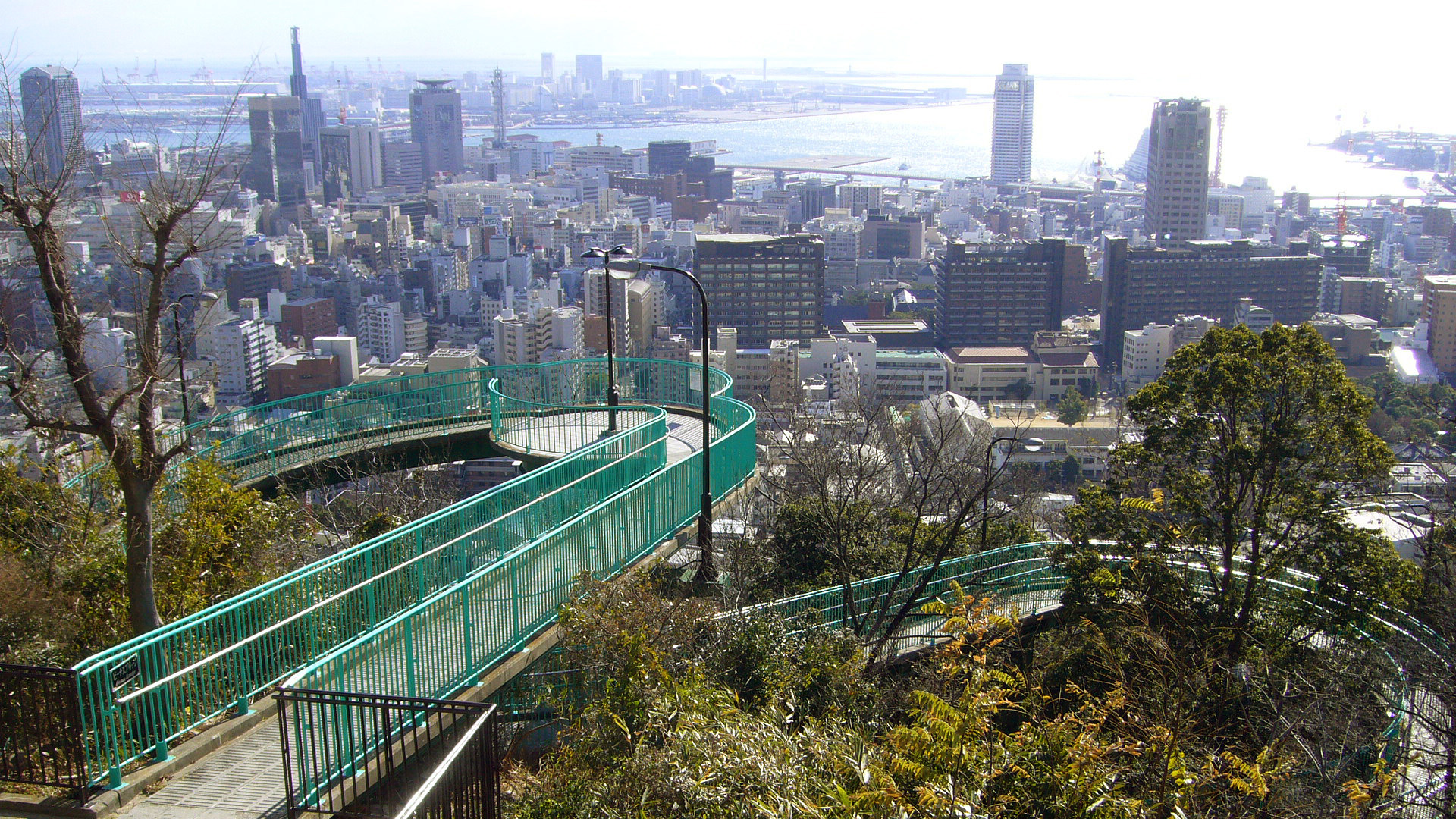
Stedelijk district

### Trein
Het belangrijkste station van Kobe is Sannomiya.
- JR-West
  - Sanyō Shinkansen (Station Shin-Ōsaka – Station Shin-Kobe –Station Hakata)
  - Tōkaidō-lijn (Station Tokio – Station Kobe)
  - Sanyō-lijn (Station Kobe – Station Moji)
  - JR Kobe-lijn (Station Osaka - Station Sannomiya - Station Kobe - Station Himeji)
- Hankyu Railway : Hankyu Kobe-lijn
- Hanshin Electric Railway : Hanshin-lijn
- Sanyō Electric Railway
- Kobe Electric Railway
- Kobe Rapid Railway

### Metro
- Metro van Kobe
- Kobe New Transit, een people mover bestaande uit een automatisch bestuurde monoraillijn

### Luchthaven
De nieuwe luchthaven, Kobe Airport, werd op 16 februari 2006 geopend op een artificieel eiland.

## Bedrijven
De volgende bedrijven hebben hun internationale hoofdkwartier in Kobe :
- ASICS
- Daiei, supermarktketen
- Kawasaki Heavy Industries
- Kiss-FM KOBE
- Kobe Electric Railway
- Kobe New Transit
- Kobe Rapid Railway
- Kobe Shimbun
- Kobe Steel, Ltd.
- Konigs Krone
- Morozoff
- SUN-TV
- Sysmex
- UCC Ueshima Coffee Co., Ltd.
- VitaCraft Japan
- World Co. Ltd

De volgende bedrijven hebben hun Japanse hoofdkwartier in Kobe :
- Eli Lilly and Company
- Nestlé
- Procter & Gamble

## Stedenbanden

### Partnersteden
- Barcelona (Spanje), sinds 1993[4]
- Brisbane (Australië), sinds 1985[5]
- Marseille (Frankrijk), sinds 1961[6]
- Philadelphia (Verenigde Staten), sinds 1986[7]
- Riga (Letland), sinds 1974[8]
- Rio de Janeiro (Brazilië), sinds 1969[9]
- Entrance gate to the China Town of Kobe Seattle (Verenigde Staten), sinds 1957[10]

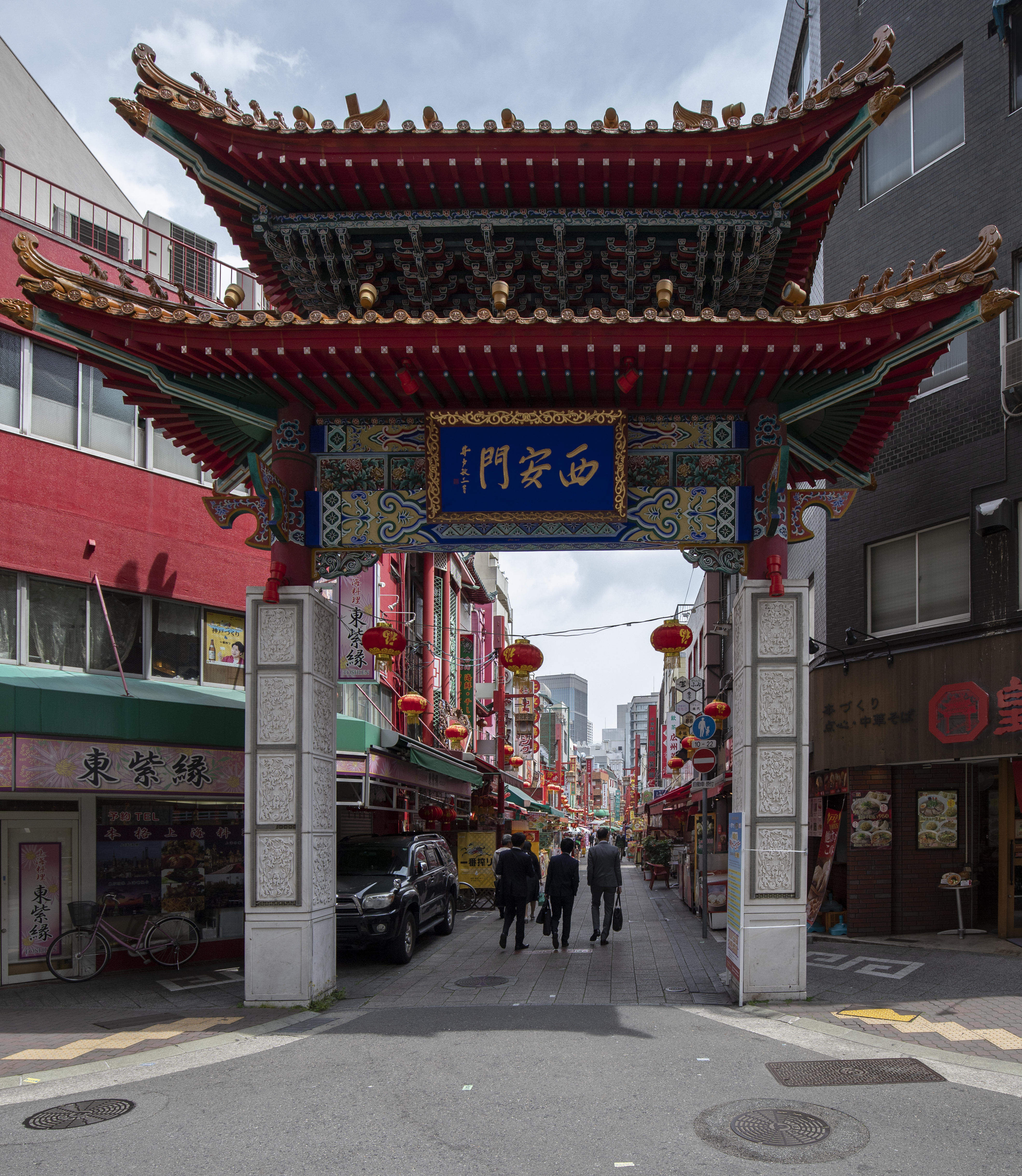
Entrance gate to the China Town of Kobe

- Tianjin (China), sinds 1973[11]

### Partnerhavens
- Rotterdam (Nederland), sinds 1967
- Seattle (Verenigde Staten), sinds 1967
- Tianjin (China), sinds 1980

## Bekende inwoners van Kobe

### Geboren
- Nobuharu Asahara (1972), atleet
- John B. Cobb (1925-2024), Amerikaans theoloog, filosoof en ecologist
- Yuzo Funakoshi (1977), voetballer
- Shunkichi Hamada (1910-2009), hockeyer
- Takekuni Hirayoshi (1936-1998), componist en muziekpedagoog
- Taki Inoue (1963), autocoureur
- Shintaro Ishihara (1932-2022), auteur, acteur en politicus
- Mako Iwamatsu (1933-2006), acteur
- Richard T. Jones (1972), Amerikaans acteur
- Takazumi Katayama (1951), autocoureur
- Mayu Kishima (1986), violiste
- Ryoichi Maeda (1981), voetballer
- Kazumi Matsuo (1974), atlete
- Mai Mihara (1999), kunstschaatsster
- Takehiro Mizutani (1973), wielrenner
- Keisaku Nagano (1928-2010), componist, muziekpedagoog, dirigent en kornettist
- Ryoji Noyori (1938), scheikundige en Nobelprijswinnaar (2001)
- Issei Sagawa (1949-2022), moordenaar, kannibaal
- Kaori Sakamoto (2000), kunstschaatsster
- Masamune Shirow (1961), mangaka
- Gen Shoji (1992), voetballer
- Hidemi Suzuki (1957), cellist
- Masaaki Suzuki (1954), dirigent, klavecinist en organist
- Marijke Veugelers (1952), Nederlands actrice
- Yoshiko Yamamoto (1970), langefstandsloopster
- Michihiro Yasuda (1987), voetballer
- Mitsuteru Yokoyama (1935-2004), mangaka